# Sick Girl (Masters of Horror)
"Sick Girl" és el 10è episodi de la primera temporada de Masters of Horror. Es va emetre originalment a Amèrica del Nord el 13 de gener de 2006. Va ser dirigit per Lucky McKee i basat en una història escrita per McKee i Sean Hood.

## Argument
L'Ida Teeter (Angela Bettis) és una entomòleg tímida que té una gran varietat d'insectes per tota la seva llar, cosa que va fer que la seva xicota trenqués amb ella. L'Ida es presenta a la bella i estranya noia Misty Falls (Erin Brown), i se sent atreta per ella. Un dia arriba un misteriós paquet per a l'Ida, que conté un gran insecte semblant a una mantis no identificable. La propietària Lana Beasley està preocupada per les "mascotes" d'Ida i l'efecte que pot tenir sobre la seva néta Betty, de deu anys, a qui li agrada disfressar-se de marieta. Betty, al seu torn, admira l'Ida, per a consternació de Beasley, i l'Ida promet mantenir els insectes sota control. Més tard aquella nit, examina el nou insecte, al qual anomena amb afecte "Mick", i informa al seu amic Max de la criatura. Mentrestant, "Mick" s'escapa del seu tanc i ataca el gos de companyia de Beasley, consumint l'animal.
L'endemà, l'Ida demana a la Misty que surti. Tenen una cita i en Misty els pregunta si poden veure una pel·lícula sobre "Texas Pixies" al reproductor de DVD de l'Ida, que Ida accepta. La Misty es presenta a la Betty i a l'apartament, tot i que l'Ida la manté allunyada del dormitori on s'amaguen tots els seus insectes. Ambdues s'apropen fins que Max els interromp. L'Ida torna i troba a la Misty adormida al sofà. Ella torna amb un coixí (que té en Mick a dins) per regalar-lo a Misty. En agraïment a l'Ida perquè li permetés quedar-se, en Misty li retorna el favor seduint l'Ida. Sense saber-ho, la trompa d'en Mick talla l'orella de Misty, que Misty descarta.
L'endemà al matí, l'Ida es desperta i descobreix que la Misty ha descobert el seu amagatall secret i té un gran interès per les bestioles. Passen més temps junts, encara que en Misty es debilita i comença a mostrar tendències inusuals. Misty més tard es troba amb el coixí amb Mick a dins, i descobreix que té estranyes ganes d'estirar-se al costat; l'insecte envaeix la seva orella molt mastegada i salivada amb la trompa. L'Ida rep una carta gairebé de disculpes d'una font misteriosa, que li diu que l'insecte podria ser perillós. A casa, la Misty la fa un petó amorós davant de Beasley i Betty. Disgustat, Beasley dona a l'Ida i a la Misty una setmana per marxar. L'Ida està horroritzada pel comportament estrany de Misty i els comentaris grollers. Enfurismada, la Misty li crida a l'Ida i de sobte es desmaia.
La Misty es desperta i explica sobre un somni en què era una fada i es va trobar amb en Mick, que va forçar la seva trompa al melic, extreure sang i inserint-li "els seus sucs". En Max truca a l'Ida, i quan se'n va, l'Ida s'adona com la Misty ha col·locat el coixí entre les cames. Quan arriba, Max explica l'insecte: Se sap que habita als nius d'aus i altres animals petits, on es comporta com un paràsit, introduint la seva trompeta i bevent la sang de l'animal, mentre envaeix l'ADN reproductor de l'hoste i els fa dur a terme cria de l'insecte. L'Ida s'horroritza al saber que en Mick podria haver mossegat la Misty.
Mick insemina a Misty durant una altra relació sexual. Beasley es troba amb Misty, que transforma dos ulls d'insectoides i múltiples circells, i la Beasley aterrida cau per l'escala i mor. L'Ida arriba a casa per veure com els metges s'emporten el cadàver de Beasley i la Betty plorant. L'Ida truca a Max i està convençuda que l'insecte ha infectat a Misty, que després revela el seu propi secret: el seu pare, el professor Malcolm Wolf i l'antic tutor de l'Ida, va enviar l'insecte a Ida perquè la mossegui i la faci repulsiva a Misty, que fa temps que està enamorada de l'Ida. Aleshores, Misty experimenta una metamorfosi en un monstre humà d'insectes. Responent als crits de l'Ida, Max entra a l'apartament, només per ser assassinat per Misty. En Mick corre cap a l'Ida aterrida i li introdueix la trompa a l'orella, iniciant el mateix procés d'inseminació amb ella.
Un temps després, l'Ida i la Misty estan assegudes amb grans panxes d'embarassada, fent broma sobre el seu estat, mentre en Mick les continua inseminant per les orelles.

## Repartiment
- Angela Bettis - Ida Teeter
- Erin Brown - Misty Falls
- Jesse Hlubik - Max Grubb
- Marcia Bennett - Lana Beasley
- Chandra Berg - Betty

## Producció
La història va ser escrita per Lucky McKee i Sean Hood i comparteix similituds amb el conte de terror de l'autor uruguaià Horacio Quiroga El almohadón de plumas, publicat per primera vegada el 1917. En aquest conte, una dona mor esgotada per un insecte vampir amagat dins del seu coixí. La criatura li xucla la sang, provocant al·lucinacions, malsons i anèmia severa.

## DVD i Blu-ray
El DVD va ser llançat per Anchor Bay Entertainment el 27 de juny de 2006. L'episodi va ser el desè episodi i el sisè a ser llançat en DVD. L'episodi apareix al segon volum de la recopilació Blu-ray de la sèrie.